# Demografia das orientações sexuais
A demografia das orientações sexuais é uma tentativa de quantificar a proporção de cada orientação sexual das populações do mundo. Os dados geralmente levam em conta apenas a autodeclaração, logo não revelam aqueles que escondem sua orientação sexual. Estudos onlines anônimos tem resultados de pessoas lésbicas, gays e bissexuais (LGB) muito maiores do que os feitos pessoalmente ou por telefone. É comum que o número de "não respondeu" e "outros" seja maior que o número de pessoas LGB.

## Problemas metodológicos
Esses estudos demográficos de orientação sexual encontram diversos problemas metodológicos. Primeiro, existe um grande número de indivíduos que prefere não revelar sua orientação em pesquisas, por exemplo por medo de ser descoberto no trabalho, medo de sofrer violência, por pressão social ou familiar ou por influência religiosa.
Além disso, a definição de homossexual, heterossexual e bissexual não é um consenso, alguns estudos consideram que o que define alguém como homo, hétero ou bissexual é a atividade sexual, outros consideram que é a atração e desejo sexual, mesmo em ausência de atividade sexual, e outros consideram como uma identificação pessoal, mesmo quando há atividade sexual homossexual. Quando o estudo pergunta sobre "sentir atração por alguém do mesmo sexo" o número de respostas é consideravelmente maior do que identificar-se como lésbica, gay ou bissexual.
Outro problema é que pessoas inseguras de sua sexualidade ou que desejam omitir sua orientação sexual simplesmente se recusam a participar e não aparecem nos dados.

## História
A primeira demografia de comportamento sexual humano foi feita nos EUA pelo Dr. Alfred Kinsey em seus livros "Comportamento Sexual no Macho Humano" (1948) e "Comportamento Sexual na Fêmea Humana" (1953). Estes estudos utilizaram um espectro de sete pontos para definir o comportamento sexual, usando 0 para completamente heterossexual a 6 para completamente homossexual. Na pesquisa de Kinsey, 37% dos homens dos EUA tinham atingido o orgasmo através do contato com outro homem e 13% das mulheres tinham atingido o orgasmo através do contato com outra mulher. Em seu estudo, cerca de 10% dos homens se relacionavam com predomínio de atividade homossexual e 11% se relacionavam igualmente com homens e mulheres. Entre mulheres, 9% das mulheres solteiras e 3% das divorciadas se relacionavam predominantemente com mulheres e 7% das mulheres solteiras e 4% das divorciadas igualmente com homens e mulheres.
Em um estudo polonês comparando métodos, quando o questionário anônimo era em papel, apenas 6% dos entrevistados relatavam sentir atração pelo mesmo sexo, em comparação a 12% dos entrevistados online. Admitir praticar sexo anal como passivo foi quase dez vezes menor em papel (0,1%) do que online(1%). Não houve outras diferenças significativas em outros aspectos da vida sexual, e os dois conjuntos de voluntários foram semelhantes em idade, educação e localização geográfica.

## Por país

### Brasil

Em 2019, 2,9 milhões de pessoas de 18 anos ou mais se declaram lésbicas, gays ou bissexuais no Brasil.

Em 2009, em uma pesquisa realizada pela Universidade de São Paulo em 10 capitais do Brasil, 7,8% dos homens diziam-se gays e 2,6% bissexuais, para um total de 10,4%; 4,9% das mulheres diziam-se lésbicas e 1,4% bissexuais, para um total de 6,3%.
Em 2019, pesquisa do IBGE identificou que 2,9 milhões de adultos se declararam homossexuais ou bissexuais, que correspondia a 1,9% da população maior de 18 anos.
A proporção de pessoas LGBTQIAP+ assumidas no Brasil (7,5%) é maior que a média mundial de 3%.[carece de fontes?]
Dos homens da cidade do Rio de Janeiro, 19,3% eram gays ou bissexuais. Das mulheres da cidade de Manaus, 10,2% eram lésbicas ou bissexuais.
| Posto | População homossexual e bissexual masculina | População homossexual e bissexual masculina | População homossexual e bissexual feminina | População homossexual e bissexual feminina |
| Posto | Cidade                                      | Porcentagem                                 | Cidade                                     | Porcentagem                                |
| ----- | ------------------------------------------- | ------------------------------------------- | ------------------------------------------ | ------------------------------------------ |
| 1     | Rio de Janeiro                              | 19,3%                                       | Manaus                                     | 10,2%                                      |
| 2     | Brasília                                    | 10,8%                                       | Rio de Janeiro                             | 9,3%                                       |
| 3     | Fortaleza                                   | 10,6%                                       | Fortaleza                                  | 8,1%                                       |
| 4     | Salvador                                    | 9,6%                                        | São Paulo                                  | 7%                                         |
| 5     | São Paulo                                   | 9,4%                                        | Salvador                                   | 6,3%                                       |
| 6     | Belo Horizonte                              | 9,2%                                        | Curitiba                                   | 5,7%'                                      |
| 7     | Cuiabá                                      | 8,7%                                        | Brasília                                   | 5,1%                                       |
| 8     | Curitiba                                    | 7,4%                                        | Porto Alegre                               | 4,8%                                       |
| 9     | Porto Alegre                                | 7,1%                                        | Belo Horizonte                             | 4,5%                                       |
| 10    | Manaus                                      | 6,5%                                        | Cuiabá                                     | 2,6%                                       |

### Estados Unidos
Estimativa da faculdade de direito da UCLA em 2006 sobre a população LGB americana em cada cidade considerando atração sexual do sexo oposto:
| Posição | Cidade        | % da populaçao | população LGB | população LGB |
| Posição | Cidade        | % da populaçao | população     | posição       |
| ------- | ------------- | -------------- | ------------- | ------------- |
| 1       | New York City | 6%             | 272,493       | 1             |
| 2       | Los Angeles   | 5.6%           | 154,270       | 2             |
| 3       | Chicago       | 5.7%           | 114,449       | 3             |
| 4       | San Francisco | 15.4%          | 94,234        | 4             |
| 5       | Phoenix       | 6.4%           | 63,222        | 5             |
| 6       | Houston       | 4.4%           | 61,979        | 6             |
| 7       | San Diego     | 6.8%           | 61,945        | 7             |
| 8       | Dallas        | 7.0%           | 58,473        | 8             |
| 9       | Seattle       | 12.9%          | 57,993        | 9             |
| 10      | Boston        | 12.3%          | 50,540        | 10            |
| 11      | Filadélfia    | 4.2%           | 43,320        | 11            |
| 12      | Atlanta       | 12.8%          | 39,085        | 12            |
| 13      | San Jose      | 5.8%           | 37,260        | 13            |

Nas grandes pesquisas americanas, apenas 3 a 4% da população assumem a identidade lésbica, gay ou bissexual. A porcentagem é muito menor em cidades pequenas e do interior, entre pessoas idosas e entre casados. A maioria das pessoas LGB se concentram nas grandes cidades, muitas vezes com bairros próprios.

### França
Em uma pesquisa online nacionalmente representativa de 7.841 adultos franceses realizado pelo IHOP no início de 2011, 90,8% se identificaram como heterossexuais, 3,6% se identificaram como homossexuais, 3% como bissexual e 3% como "outro" ou não responderam.

### Holanda
Em um estudo neerlandês online com 3145 homens e 3283 mulheres, 3,6% dos homens e 1,4% das mulheres se identificaram como gays. Outros 5,5% dos homens e 7,4% das mulheres se identificaram como algum nível bissexual. Por outro lado, 10% dos homens e 11% das mulheres relataram sentir atração sexual por alguém do mesmo sexo, um número consideravelmente maior que os que se identificam como LGB.

### Inglaterra
Ao serem solicitados a se posicionar na escala Kinsey, 72% de todos os adultos se identificaram como totalmente heterossexual (0, na escala Kinsey) e 4% totalmente homossexual (6, na escala Kinsey). Entre os jovens de 16 a 24 anos, apenas 46% se identificaram como totalmente heterossexuais. Quando perguntados apenas se se consideravam heterossexuais, gays ou bissexuais, 89% responderam se identificar como heterossexuais. Esse estudo foi feito em 2015 com 1,632 adultos.

### Itália
Uma pesquisa aleatória com 7.725 italianos entre 18 e 74 anos, conduzido pelo ISTAT entre junho e dezembro de 2011, revelou que 77% se declaram heterossexuais, 2,4% da população se declara ser homo ou bissexuais, 0,1% transexual, 4% responderam "outro" e 15,6% não respondeu. Ao perguntar quantas pessoas durante suas vidas se apaixonaram, amaram ou que tiveram relações sexuais com uma pessoa do mesmo sexo, o percentual aumentou para 6,7% da população.

### Portugal
Em sondagem com mil portugueses maiores de 15 anos, realizada em 2005 pelo jornal Expresso através de questionários anônimos e confidenciais: 7% afirmaram ser homossexuais, 2,9% bissexuais e 90,1% heterossexuais. Houve pouca diferença entre homossexuais e bissexuais homens (10,1%) e mulheres (9,8%).
Em outra sondagem, feita em 2012, com 1220 portugueses maiores de 18 anos, usando um questionário de 100 perguntas: 77,5% dos portugueses diz-se exclusivamente heterossexual, 2,1% predominantemente heterossexual, 0,6% bissexual, 0,4% predominantemente homossexual e 1,6% exclusivamente homossexual. Os restantes inquiridos preferiram não responder. Dentre os que se identificam como heterossexuais: 5,7% relataram já ter beijado, 1,3% relatam sentir atração e 1% relataram já ter feito sexo com alguém do mesmo sexo.

### Suécia
Em uma pesquisa anônima de 1.978 estudantes do ensino médio do sexo masculino realizado em 2003, 7% relataram moderada atração ao mesmo sexo e 4% relataram forte atração.